# يورغن شولتس
يورغن شولتس (بالألمانية: Jürgen Schulz) (6 أكتوبر 1952 بألمانيا - ) هو لاعب كرة قدم ألماني في مركز الوسط. لعب مع تنس بوروسيا برلين وSCC Berlin ‏ ونادي تسمانيا برلين.

## وصلات خارجية
- يورغن شولتس على موقع قاعدة بيانات كرة القدم.إي يو (الإنجليزية)
- يورغن شولتس على موقع بيانات كرة القدم. دي إي (الألمانية)
- يورغن شولتس على موقع عالم كرة القدم.نت (الإنجليزية)